# José Valle
 (octobre 2014).
Si vous disposez d'ouvrages ou d'articles de référence ou si vous connaissez des sites web de qualité traitant du thème abordé ici, merci de compléter l'article en donnant les références utiles à sa vérifiabilité et en les liant à la section « Notes et références ».
José Valle Mas, né le 13 novembre 1918 à Oliete (Aragon, Espagne) et mort le 31 décembre 2005 à Barcelone, est un footballeur espagnol des années 1930 et 1940 qui jouait au poste d'attaquant. Il est aussi entraîneur.

## Biographie
Bien que ses parents habitent à Barcelone, ils veulent que José Valle naisse à Oliete, en Aragon. José Valle grandit et se forme à Barcelone.
Il commence à jouer dans l'équipe de son école, La Salle Bonanova de Sarrià, puis à partir de l'âge de 12 ans, il joue avec Vilacortens. En 1935, âgé de 17 ans, il débute avec l'UE Sants, mais avec le début de la Guerre civile espagnole en juillet 1936, il est appelé au front. Il est fait prisonnier et interné dans un camp de concentration en France.
Lors de la saison 1939-1940, il retourne dans son ancien club, l'UE Sants. L'ancien joueur Agustín Sancho recommande au FC Barcelone le recrutement de José Valle. Il débute avec le Barça le 23 juin 1940 lors d'un match amical au Stade des Corts face au Donostia FC (victoire 6 à 2 du Barça).
José Valle joue pendant huit saisons au FC Barcelone (1940-1948). Il joue 141 matchs et marque 49 buts avec le Barça. Il remporte deux championnats d'Espagne et une Coupe d'Espagne.
Après son départ du Barça, il joue dans divers clubs catalans : le CF Badalona, l'UE Sant Andreu et enfin le Palamós CF où il met un terme à sa carrière.

### Entraîneur
José Valle entraîne divers clubs catalans et des Îles Baléares : UA Horta, UE Sant Andreu (1954-1957), CE Constància d'Inca (Majorque) et UD Maón.

### Tâche associatiative
José Valle est un des principaux impulseurs de l'Agrupació de Veterans del FC Barcelona, association qui s'occupe des joueurs retraités du FC Barcelone. Il est connu sous le surnom de "l'Àngel de la guarda". Il réalise un important travail de recherche d'anciens joueurs du club.

## Palmarès
Avec le FC Barcelone :
- Champion d'Espagne en 1945 et 1948
- Vainqueur de la Coupe d'Espagne en 1942